# برتشين عليا
برتشين عليا (بالإنجليزية: Parchin-e Olya)‏ هي قرية تقع في أردبيل في إيران. يقدر عدد سكانها بـ 303 نسمة بحسب إحصاء 2016.